# ロジャー・クロス
ロジャー・R・クロス（Roger R. Cross, 1969年10月19日 - ）は、ジャマイカ出身の俳優である。

## 出演作品

### 映画
- デンジャラスな妻たち
- リディック
- X-MEN2
- マイ・ビューティフル・ジョー
- アルマゲドン2009
- NTSB/323便の謎を追え!
- インベイド
- 生存者
- カウボーイ・ダディ/父の選択
- ストーキング/引き裂かれた夜
- RE KILL/対ゾンビ特殊部隊

### テレビシリーズ
- ARROW/アロー シーズン1
- ユーリカ 〜地図にない街〜 ファイナル・シーズン（ショウ）
- ザ・ファーム 法律事務所
- 新チャーリーズ・エンジェル
- CHUCK/チャック シーズン3
- FRINGE/フリンジ シーズン2
- Lの世界 ファイナル・シーズン（サンセット）
- NCIS 〜ネイビー犯罪捜査班 シーズン5
- 24 -TWENTY FOUR- シーズン VI（カーティス・マニング）
- バイオニック・ウーマン
- 24 -TWENTY FOUR- シーズン V（カーティス・マニング）
- 24 -TWENTY FOUR- シーズン IV（カーティス・マニング）
- 4400 未知からの生還者2
- 犯罪捜査官ネイビーファイル シーズン9
- UCアンダーカバー 特殊捜査班
- アンドロメダ
- ファースト・ウェイブ シーズン3
- ファースト・ウェイブ シーズン2
- ファースト・ウェイブ/最終予言1999
- Xファイル 3rd
- コンティニアムCPS特捜班
- ストレイン 沈黙のエクリプス　シーズン1、2